# Diguetia imperiosa
Espèce
Diguetia imperiosa est une espèce d'araignées aranéomorphes de la famille des Diguetidae.

## Distribution
Cette espèce se rencontre aux États-Unis au Texas, au Nouveau-Mexique et en Arizona et au Mexique au Nuevo León, au Coahuila, au Chihuahua, au Sonora, en Basse-Californie du Sud et en Hidalgo,.

## Description
Le mâle holotype mesure 10,10 mm et la femelle paratype 9,25 mm.

## Systématique et taxinomie
Cette espèce a été décrite par Gertsch et Mulaik en 1940.

## Publication originale
- Gertsch & Mulaik, 1940 : « The spiders of Texas. I. » Bulletin of the American Museum of Natural History, no 77, p. 307-340 (texte intégral).